# RSSOwl
RSSOwl ist ein freier, plattformunabhängiger Feedreader für RSS-, RDF- und Atom-Web-Feeds. Entwickelt wurde er in Java mit SWT als schneller, nativer Grafik-Bibliothek. RSS ist eine Dokumentspezifikation, welche es dem Benutzer ermöglicht, Nachrichten zu sammeln, zu organisieren und zu aktualisieren. Die Software wird nicht mehr weiterentwickelt und der Entwickler rät von der Nutzung aufgrund von Sicherheitslücken ab.

## Geschichte
RSSOwl begann Ende Juli 2003 als kleines Projekt auf SourceForge. Nach 18 Monaten Entwicklungszeit wurde RSSOwl 1.0 am 19. Dezember 2004 veröffentlicht. Es wurde damals auch in der Fach- und Publikumspresse als kostenloser und leistungsfähiger Feedreader allgemein empfohlen.
Auf der Downloadseite bei GitHub wird darauf hingewiesen, dass RSSOwl – seit 2014 – nicht mehr gewartet wird, mehrere bekannte Schwachstellen aufweist und nicht mehr benutzt werden soll. Stattdessen wird auf RSSOwlnix verwiesen.

## Funktionen
RSSOwl kann Nachrichten in PDF-, RTF- sowie HTML-Dokumente exportieren. Zudem unterstützt es RSS und RDF in den Versionen 0.91, 0.92, 1.0 sowie 2.0. Daneben wird Atom ab Version 1.0 unterstützt. RSSOwl beinhaltet eine Newsfeed-Suchmaschine mit Schlüsselwort-Suche. Es passt sich mit seinem Aussehen dem Betriebssystem an, auf welchem es läuft. Empfehlenswerte Nachrichten können an verschiedene Kontakte weitergeleitet werden. Das Programm besitzt eine Programmanzeige im Benachrichtigungsfeld. Innerhalb der Software ist eine einfache Navigation durch Tabs möglich. Das Programm merkt sich die gelesenen Nachrichten beim Neustart und öffnet beim Starten automatisch bestimmte Newsfeeds. Man kann Newsfeeds in Kategorien einteilen sowie ein bestimmtes Aktualisierungsintervall festlegen. Sind Feeds fehlerhaft, werden sie dahingehend gekennzeichnet. Eine Import- und Exportfunktion von Favoriten-Newsfeeds OPML sowie der RSSOwl-Konfiguration, um sie auf einem anderen Computer wieder zu verwenden, sind ebenfalls vorhanden. Webseiten können im integrierten oder in einem externen Webbrowser betrachtet werden. Eine Verbindung via Proxy-Server ist ebenfalls möglich. Die Authentifikation erfolgt über Base64, Digest und NTLM.